# Сарухан
Сарухан (Бейлик Сарухан) е анадолско емирство (един от малоазийските бейлици), съществувало във времето преди формирането на Османската империя и управлявано от династията Саруханиди. Бейликът е основан през 1300 година от Сарухан бей (на английски: Sarukhan, Bey of Magnesia) на територията на Маниса, Менемен, Кемалпаша и Фоча. Владеейки територията по долината на река Гедиз, той има излаз на Егейско море. Столица е Маниса, която Сарухан бей завоюва от византийците през 1313 г. До 1308 г. бейликът е подчинен на селджуците, до 1335 г. – от монголския Илханат, след което става независим.
Излазът на море дава възможност на Сарухан да построи флот и да извършва набези над съседните територии. С флотата си Сарухан бей често плава към островите на Егейско море и към Балканите. Брат му Али паша управлява в град Ниф (византийският Нимфеон, днес Кемалпаша), който е превзет през 1315 г.
Саруханидите се бият срещу османците в съюз с Византия и бейлик Айдън и дори се намесват в борбата за власт по време на гражданската война във Византия от 1340-те години.